# Глубочок (Черкасская область)
Глубочо́к (укр. Глибочок) — село в Тальновском районе Черкасской области Украины.
Население по переписи 2001 года составляло 841 человек. Занимает площадь 2,5 км². Почтовый индекс — 20440. Телефонный код — 4731.

## Местный совет
20440, Черкасская обл., Тальновский р-н, с. Глубочок

## Известные уроженцы
- Заверталюк Яков Гаврилович, Герой Советского Союза.